# Мечеть Джумейра
Мечеть Джумейра (араб. مسجد جميرا‎) — мечеть в городе Дубай в Объединённых Арабских Эмиратах. 

## Описание
Мечеть Джумейра расположена в городе Дубай. Находится в районе Джумейра на восточной стороне пляжа Джумейра Паблик Бич, недалеко от Дубайского зоопарка. В мечеть могут попасть не только мусульмане, но и представители других религий. 
В здании мечети расположен Центру межкультурной коммуникации под патронажем шейха Мохаммеда.
Мечеть была построена в 1979 году в фатимидском архитектурном стиле. 
Мечеть Джумейра изображена на банкноте 500 дирхамов ОАЭ.